# محمود برآبادی
محمود برآبادی (۱۳۳۱) نویسنده ایرانی عرصهٔ ادبیات کودک و نوجوان است.

## زندگی‌نامه
برآبادی در سال ۱۳۳۱ در روستای بُرآباد از شهرستان سبزوار به دنیا آمد. در دوران مدرسه خانواده او چند بار کوچ کردند و پس از مدتی در دروازه عراق در غرب سبزوار ساکن شدند، او نیز در مغازه بقالی و عطاری پدر خود، مشغول به کار شد. در این دوران نخستین سوژه داستان‌نویسی در او شکل گرفت. وی ماجرای دزدی پسربچه‌ای به نام یوسف را که شاگرد پدر او بود، با نام «داستان عبرت» در روزنامه دیواری مدرسه نوشت که از آن استقبال شد و حتی معلم انشایش از او خواست نویسندگی را ادامه دهد. به این ترتیب او این کار را با تنظیم روزنامه دیواری برای دیگر مدارس و نوشتن داستان‌هایی تازه دنبال کرد.
با ورود به دبیرستان دکتر غنی در ۱۲ سالگی، برآبادی به خبرنگاری برای مجلۀ اطلاعات دختران و پسران مشغول و به این ترتیب پایش به محافل و مجامع سبزوار برای کسب خبر باز شد. در همین دوران خواندن ماهنامه «پیک سبزوار» که برادرش از نویسندگان آن بود، او را با شاعرانی مانند حمید سبزواری آشنا کرد. او علاوه بر این به کرایه کتاب، خواندن داستان و آشنایی با ادبیات داستانی معاصر ایران نیز می‌پرداخت.
او هم چنین در کودکی و در شب‌های پرستاره سبزوار، در نبود رسانه‌های نوین مانند رادیو و تلویزیون، به شنیدن داستان‌هایی می‌پرداخت که در مراسم اوسنه‌خوانی یا افسانه‌خوانی توسط بزرگ‌ترها، ازجمله پدر خودش خوانده می‌شد.
برآبادی دوران جوانی خود را همراه برادرش و دوستشان در کوچهٔ حاج نایب در شمس‌العماره تهران گذراند که در همسایگی یک مسافرخانه قرار داشت. اتفاقات گوناگون، هیاهو و رفت‌وآمد، در این مسافرخانه که صاحب آن زنی عرب به نام خیریه بود، همیشه جریان داشت. در این دوران به عنوان حروف‌چین در چاپخانه شمس نیز مشغول به کار بود و همین باعث می‌شد داستان‌های زیادی بخواند.
او با کار کردن و درس خواندن شبانه، در سال ۱۳۵۰ در دانشگاه تربیت معلم تهران، در رشتهٔ جغرافیا پذیرفته شد و فعالیت‌های ادبی و سیاسی خود را از این دوران آغاز کرد. او که به همراه تعدادی از دانشجویان، نشریه «پگاه» را منتشر می‌کرد، به علت شرکت در تظاهرات دانشجویی ۵ اسفند سال ۱۳۵۳ دستگیر شد و به زندان افتاد، اما در این دوران نیز در جلسات مخفیانهٔ ادبی در زندان شرکت می‌کرد. او که به ۱۵ ماه حبس در زندان قصر محکوم شده بود، پس از دوران محکومیت نیز به علت شرایط خاص آن زمان و اوج فعالیت‌های انقلابی علیه حکومت پهلوی، آزاد نشد و به زندان اوین منتقل گشت. در این دوران نخستین کتابش به نام «حماسه کوچی» در خارج از زندان منتشر شد که تا زمان آزادی وی به علت استقبال زیاد، هشت بار تجدید چاپ می‌شود.
او سرانجام در سال ۱۳۵۶ از زندان آزاد و در همین سال فارغ‌التحصیل شد. سال بعد نیز در رشتهٔ برنامه‌ریزی شهری و منطقه‌ای وارد دانشگاه ملی شد که به علت انقلاب فرهنگی، تحصیلش در مقطع فوق لیسانس تا سال ۱۳۶۴ به طول انجامید.
پس از این دوران، محمود برآبادی به‌طور جدی در حوزه ادبیات به ویژه داستان‌نویسی کودک و نوجوان به فعالیت پرداخت که تا امروز نیز ادامه دارد.

## سمت‌ها
برآبادی بارها با رای اعضا به عضویت هیئت‌مدیرهٔ انجمن نویسندگان کودک و نوجوان در آمده است و تاکنون رئیس و نایب‌رئیس این انجمن نیز بوده‌است. انجمن نویسندگان کودک و نوجوان که از سال ۱۳۷۸ تشکیل شده، نهادی صنفی و غیردولتی است که نویسندگان، پژوهشگران، مترجمان، شاعران و روزنامه‌نگاران حوزهٔ کودک و نوجوان در آن گرد آمده‌اند.
وی در تابستان ۱۳۹۰ رئیس انجمن نویسندگان کودک و نوجوان شدwww.nevisak.ir.

## دیدگاه
برآبادی، ادبیات را محملی می‌داند که همه چیز در آن قابل طرح است به شرطی که شیوهٔ طرح آن هنرمندانه و ادیبانه باشد. وی ایران را مرکز تمدن دنیای قدیم و خاورمیانه را مکانی می‌داند که ادیان بزرگ الهی از آن نشئت گرفته‌اند.
از نظر وی برای جلب دانش‌آموزان به مطالعهٔ کتاب، باید در شیوهٔ گزینش کتاب برای کتابخانه‌های مدارس تجدیدنظر شود زیرا تاکنون روند خرید، تعیین منابع و انتخاب موضوع کتاب‌ها به گونه‌ای بوده که با علایق و خواسته‌های دانش‌آموزان متناسب نبوده و از لحاظ کیفیت هنری نیز توجه لازم صورت نگرفته‌است.

## آثار
تاکنون بیش از ۶۰ اثر از برآبادی به چاپ رسیده‌است که حدود ۱۵ جلد از آن‌ها با نام ب. بیدار و م. پورحبیب انتشار یافته‌اند. ازجملهٔ آثار او عبارتند از:
- حماسه کوچی
- سیل
- هزارپا
- داستان گل سرخ
- آغاز
- آن کس که حقیقت را می‌داند
- بهاری دیگر
- آتش زیر خاکستر
- بالایی‌ها و پایینی‌ها
- دنیای کوچک جوجه تنبل
- مشهدی حسن آسیابان ما است
- یادهای کودکی
- تصویرها چگونه جان گرفتند
- سه قصه
- دو قصه
- جوجه تنبل
- توپ احمد
- لباس ورزشی رضا
- اشتباه منیژه
- امتحان بنفشه
- مینا و عروسکش
- آبنبات چوبی
- فرفره کاغذی
- کاسه چینی مادربزرگ
- کیف احمد
- شوخی
- دوچرخه‌سواری در خیابان
- بازی خطرناک
- داستان تاریخی
- پدربزرگ ستاره
- آبگیر و مرغابی‌ها
- بچه‌ها در خیابان
- بچه‌ها مواظب باشید
- بچه‌ها در ترافیک
- میکروسکوپ
- پروانه‌های سپید
- علاءالدین و چراغ جادو (بازنویسی)
- قائم مقام فراهانی (زندگی‌نامه)
- ابن سینا (زندگی‌نامه)
- لبخند با بزرگان
- لبخند با بزرگان (جلد ۲)
- کارمند نمونه
- عبدالرحمن جامی (زندگی‌نامه)
- حکایت‌های شیرین از گنجینهٔ ادب پارسی
- آبچلیک پاکوتاه
- عین القضات همدانی (زندگی‌نامه)
- امیراسماعیل سامانی
- ابوریحان بیرونی (جلد ۱، ۱۳۸۸، انتشارات مدرسه)
- ابوریحان بیرونی (جلد ۲، ۱۳۸۹، انتشارات مدرسه)؛ براساس این مجموعه، یک پویانمایی نیز تولید خواهد شد.[۱]
- افسانه‌های مردم ایران
- سرداران نامی ایران (۵ جلد)
- سامسون (بازنویسی از تاریخ طبری)
- روزهای آبی
- الفبای شهر (مجموعه مقالات)
- عاقبت لوطی صالح (۱۳۸۹)
- دوچرخه‌سواری ایمن (۱۳۸۹)
- فرهنگ ترافیک برای کودکان و نوجوانان (۱۳۸۹)[۲]